# Beloglottis
Beloglottis é um género botânico pertencente à família das orquídeas (Orchidaceae). Foi publicado por Schlechter em Beihefte zum Botanischen Centralblatt 37(2/3): 364-365, em 1920. Seu lectótipo foi designado por Garay como Beloglottis costaricensis (Rchb.f.) Schltr. em G. Harling et B. Sparre, Fl. Ecuador 9: 253, em 1978. O nome do gênero vem do grego belos, dardo, e glotta, língua, em referência ao formato do labelo de suas flores.
Compõem este gênero sete espécies, distribuídas pela Flórida, Caribe, América Central e países do norte e noroeste sulamericano até a Bolívia. Somente uma espécie teve sua ocorrência registrada para o Brasil, no estado de Mato Grosso. Ocorrem do nível do mar até dois mil metros de altitude, em florestas tropicais abertas.
São plantas robustas, epífitas ou rupícolas, raramente terrestres, sem pseudobulbos, com raízes carnosas e pilosas, e até sete folhas herbáceas basais, pecioladas, formando uma roseta. Inflorescência terminal, delicada e alongada, densamente florida no terço final.
Apresentam pequenas flores tubulares, externamente pubescentes, verde ou alvacentas, com labelo creme, algumas vezes veiado de verde, lateralmente concrescido à coluna de modo a formar um túnel de acesso ao nectário.

## Espécies
1. Beloglottis boliviensis Schltr., Beih. Bot. Centralbl. 37(2): 365 (1920).
2. Beloglottis costaricensis (Rchb.f.) Schltr., Beih. Bot. Centralbl. 37(2): 365 (1920).
3. Beloglottis ecallosa (Ames & C.Schweinf.) Hamer & Garay in F.Hamer, Orquid. El Salvador 3: 54 (1981).
4. Beloglottis hameri Garay in F.Hamer, Orquid. El Salvador 3: 56 (1981).
5. Beloglottis laxispica Catling, Rhodora 89: 13 (1987).
6. Beloglottis mexicana Garay & Hamer in F.Hamer, Orquid. El Salvador 3: 58 (1981).
7. Beloglottis subpandurata (Ames & C.Schweinf.) Garay, Bot. Mus. Leafl. 28: 302 (1980 publ. 1982).